# Croton clavuliger
Espèce
Croton clavuliger est une espèce de plantes à fleurs du genre Croton et de la famille des Euphorbiaceae, présente à l'est de Cuba (Sierra Sagua Baracoa).
Il a pour synonyme :
- Oxydectes clavuligera, (Müll.Arg.)